# Lepanthopsis aristata
Lepanthopsis aristata är en orkidéart som beskrevs av Donald Dungan Dod. Lepanthopsis aristata ingår i släktet Lepanthopsis och familjen orkidéer. Inga underarter finns listade i Catalogue of Life.